# Arroyo Calzas Anchas
El arroyo Calzas Anchas es un arroyo perteneciente a la cuenca hidrográfica del Guadalquivir. 
Este arroyo atraviesa soterrado toda la ciudad de Utrera de este a oeste, pasando justo por el centro. Esto ha sido causa de varias inundaciones a lo largo de los años. Una de las más graves ocurrió en el año 1962 tras una importante crecida de las aguas, las cuales anegaron parte del casco histórico provocando grandes daños.
El 20 de noviembre de 2007, Utrera volvió a sufrir graves inundaciones nuevamente debido al desbordamiento del arroyo, llegándose a declarar «zona catastrófica». La presión de las aguas llegó incluso a reventar el entubado del arroyo a su paso por uno de los puntos bajo la ciudad.
Poco después de este suceso, fue adjudicado el desvío del arroyo para evitar que se volviesen a repetir las inundaciones. El pasado 12 de agosto de 2009 comenzaron las obras de desvío, que se prolongarán durante tres años. Hay que reseñar que en la actualidad hay una urbanización que estará a menos de 30 metros de dicho cauce, debido a que este proyecto no fue modificado cuando se dieron las licencias de construcción de la Urbanización Vistalegre, hay creada una AA.VV. que lucha por el soterramiento del cauce a su paso. Se espera que dicha obra esté terminada el 30 de diciembre de 2011.
Por otra parte, algunas granjas e industrias de la zona han venido arrojando numerosos vertidos contaminantes al cauce del arroyo, principalmente alpechín. La mayoría de los vertidos se producen o se han producido en la parte del cauce que discurre justo antes del comienzo del soterramiento por el casco urbano, a la altura del puente de la carretera A-394, al este de Utrera. Estos vertidos a menudo provocaban un hedor que inundaba un área de varios cientos de metros a la redonda. Por esta razón, la zona donde comienza el soterramiento del cauce es conocida por los habitantes locales como Puente de los Cochinos.